# Eysse
L'Eysse est un cours d'eau de France, du département de l'Ardèche, en région Auvergne-Rhône-Alpes et un affluent de l'Eyrieux, donc un sous-affluent du Rhône.

## Géographie
L'Eysse prend sa source sur la commune de Borée dans l'Ardèche, non loin du Gerbier de Jonc.
Long de 22,6 kilomètres, il coule globalement vers le nord-est, passe à Arcens et se jette en rive droite dans l'Eyrieux au niveau de Saint-Martin-de-Valamas.